# Juan Antonio Roda
Juan Antonio Roda (Valencia, España, 19 de noviembre de 1921 - Bogotá, Colombia, 29 de mayo de 2003) fue un artista plástico (principalmente grabador) hispanocolombiano.

## Biografía
Realizó estudios en la Escuela de Artes y Oficios y en la Escuela Massana de Barcelona. En el periodo de1942 a 1945 presta el servicio militar sin abandonar la pintura. En 1945 expone por primera vez en la muestra colectiva Salón de Artistas Jóvenes de Barcelona y obtiene el primer premio. En abril de 1948 se inaugura su primera exposición individual en Barcelona. En 1950 permanece en París para estudiar con una beca otorgada por el gobierno francés. En 1952 regresa a España desencantado con el ambiente. En 1953 regresa a París donde conoce a María Fornaguera, pedagoga y escritora colombiana con quien se casa. En 1954 obtiene el primer premio en el Salón de Artistas Españoles Residentes en París.
En 1955 viaja y se radica en Colombia, se vincula a la vida cultural local y realiza trabajos artísticos diversos. A partir de 1959  es nombrado como profesor de dibujo en la Facultad de Arquitectura de la Universidad Nacional de Colombia. En 1963 representa a Colombia en la Bienal de Sao Paulo. En 1970 adquiere la nacionalidad colombiana. 
Entre 1961 y 1974 se desempeñó como docente y director de la Facultad de Bellas Artes de la Universidad de los Andes, institución donde compartió sus conocimientos y formó a varias generaciones de importantes artistas colombianos como Luis Caballero, Beatriz González o Maripaz Jaramillo. 
Entre 1983 y 1987 es nombrado por el gobierno colombiano como cónsul general de Colombia en Barcelona.
El 29 de mayo de 2003, a la edad de 82 años  fallece víctima de una neumonía.
Juan Antonio Roda es uno de los grandes maestros de la pintura colombiana de finales del siglo XX. Sus obras abordan una cantidad de tendencias y expresiones características, que retoman aspectos de las corrientes vanguardistas de principios de siglo, como el expresionismo y el arte abstracto.
El dramatismo de la pintura clásica española marca sus raíces y el encuentro con la geografía del trópico, son dos elementos que determinan su trabajo.

## Exposiciones colectivas
- 1952 - Museo de Arte Moderno, La Haya.
- 1953 - Bienal Hispano-Americana, La Habana.
- 1963 - Bienal de Sao Paulo.
- 1964 - II Bienal de Arte de Córdoba, Argentina.
- 1971 - I Bienal Americana de Artes Gráficas, Museo de Arte Moderno La Tertulia, Cali.
- 1972 - Bienal de Grabado, San Juan.
- Bienal de Venecia.
- 1973 - "32 Artistas Colombianos Hoy", Museo de Arte Moderno, Bogotá.
- Bienal de Sao Paulo.
- 1974 - Bienal de Grabado, San Juan.
- 1975 - "Paisaje 1900-1975", Museo de Arte Moderno, Bogotá.
- 1977 - "La plástica colombiana del siglo XX", Casa de las Américas, La Habana.
- Bienal de Artes Gráficas de América, Maracaibo.
- 1978 - Bienal de Sao Paulo.
- 1982 - Bienal Internacional de Arte Gráfica, Fredrik Stad, Noruega.
- 1984 - "Pintado en Colombia", Banco Exterior de España, Madrid.
- 1985 - 1986 "Cien Años de Arte Colombiano", Museo de Arte Moderno, Bogotá; Palacio Imperial, Río de Janeiro; Centro Cultural Paulista, Sao Paulo; Instituto ltalo-Latinoamericano, Roma: Salón Cultural Avianca, Barranquilla.
- 1992 - "Arte Colombiano Contemporáneo", Pabellón de las Artes, Expo Sevilla 92.
- 1993 - "las putas tristes", museo nacional

## Exposiciones individuales
- 1949 - Galería Syra, Barcelona.
- 1951 - Galería Caralt, Barcelona.
- 1953 - Galería Kleber, París.
- 1955 - Galería Vayreda, Barcelona.
- 1958 - Galería Roland de Aenlle, Nueva York.
- Sociedad Colombiana de Arquitectos, Bogotá.
- 1959 - Biblioteca Nacional, Bogotá.
- 1960 - Museo de Arte Moderno La Tertulia, Cali.
- 1961 - "El Escorial", Galería El Callejón, Bogotá.
- 1963 - "Las Tumbas", Museo de Arte Moderno, Bogotá.
- 1965 - "Los Felipe IV", Museo de Arte Moderno, Bogotá.
- 1966 - Dibujos, Galería Arte Moderno, Bogotá.
- 1967 - "Retratos", Biblioteca Nacional, Bogotá.
- "Autorretratos", Biblioteca Luis Ángel Arango, Bogotá.
- 1968 - "Cristos", Galería Marta Traba, Bogotá.
- Galería 5, Ginebra.
- 1970 - "Así es", dibujos, Galería 70, Bogotá.
- 1971 - "Retrato de un desconocido", grabados, Galería El Callejón, Bogotá.
- 1972 -"Risa", Grabados, Galería 7-7, Bogotá.
- Retrospectiva, Museo de Arte Moderno, Bogotá.
- 1973 -Retrospectiva, Museo de Arte Moderno La Tertulia, Cali.
- Museo de Bellas Artes, Caracas.
- 1974 - "El delirio de las monjas muertas", Galería Belarca, Bogotá.
- Galería Ciudad Solar, Cali.
- 1976 "Amarraperros", Grabado, Galería Meindl, Bogotá.
- "El delirio de las monjas muertas", Galería Librimundi, Quito.
- 1978 - "El delirio de las monjas muertas"
- "Amarraperros", Galería Noble Polans, Nueva York.
- 1979 - "Los objetos del culto", pinturas, Museo de Arte Moderno, Bogotá.
- 1980 - Grabados, Panarte, Panamá.
- 1987 - Galería Garcés Velásquez, Bogotá.
- 1989 - Galería Garcés Velásquez, Bogotá.